# Estorãos (Fafe)
Estorãos ist eine Gemeinde im Norden Portugals.
Estorãos gehört zum Kreis Fafe im Distrikt Braga, besitzt eine Fläche von 5,9 km² und hat 1540 Einwohner (Stand 19. April 2021).